# Pietro Nelli (pittore)

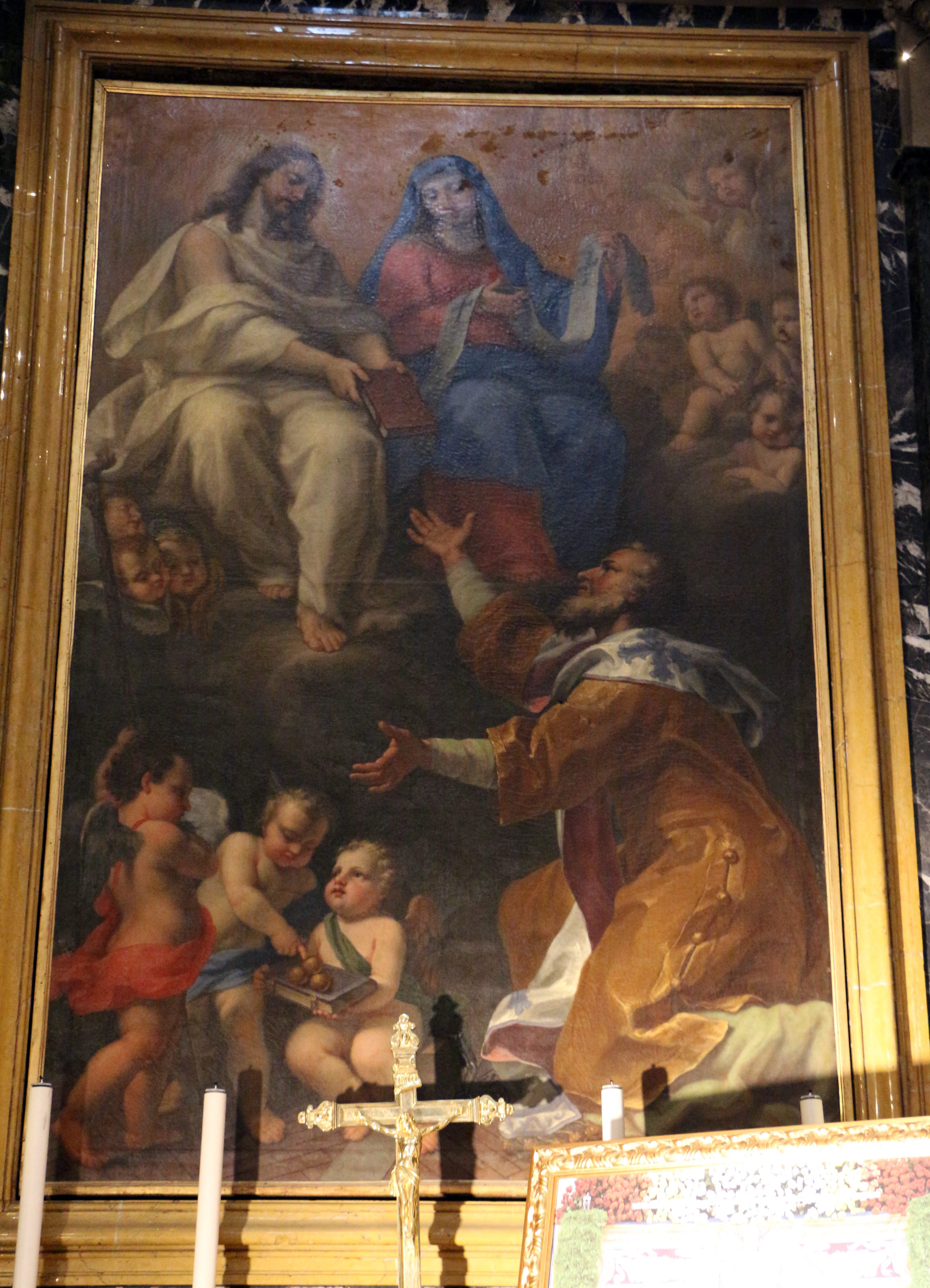
Visione di San Nicola da Bari

Pietro Nelli (Massa, 29 giugno 1672 – Roma, 1740) è stato un pittore italiano del periodo rococò.

## Vita e opere
Pietro Nelli, fratello di Maura Nelli (poeta) da non confondere con gli omonimi, il pittore senese trecentesco e il poeta satirico del Cinquecento sempre di Siena, fu un pittore di ritratti, paesaggi e tele di soggetto sacro. Stefano Ticozzi nella sua opera Dizionario dei pittori dal rinnovamento delle belle arti fino al 1800 del 1818, lo definisce addirittura "forse il miglior paesista che abbia avuto l'Italia nel XVIII secolo" (p. 319). Al contrario di altri storici dell'arte sette-ottocenteschi, il Ticozzi, sposta la data della sua morte nel 1755.

## Pittura sacra
Fu un pittore prevalentemente orientato verso lo stile arcadico. Ma si dedicò anche alle pale d'altare, un suo soggetto con l'Annunciazione si trova infatti nell'Altare Maggiore del Duomo dei Cosmati a Civita Castellana, nei pressi di Roma e a Roma fece una tela per la Chiesa di Sant'Onofrio al Gianicolo. Sempre a Roma nella Chiesa di San Michele in Sassia fece una tavola dedicata a Sant'Anna. Nella più celebre Santa Maria in Trastevere, nella Cappella del Presepe, si trova un'altra sua tavola con un Gesù. A Santa Caterina da Siena c'è, invece, un suo San Nicola di Bari. Nella borrominiana Chiesa di San Carlo alle Quattro Fontane dipinse le lunette degli altari.
In chiesa di San Lorenzo in Piscibus decorò molte parti della chiesa con un San Giovanni Battista, un San Sebastiano (oggi dispersi) e nella Cappella del Crocifisso della detta chiesa ci sono le sue tele La Coronazione di spine e La flagellazione.

## Ritratti
Ma fu anche un celebre ritrattista come il suo amico, rivale e per taluni suo maestro Giovanni Maria Morandi con il quale alla fine del Seicento e gli inizi del secolo successivo divise il titolo di miglior pittore romano del periodo, anche se ambedue erano di origine toscana.
Il papa Clemente XI volle un suo ritratto che oggi si trova a Palazzo Albani di Urbino, il papa proveniva infatti dalla famiglia Albani che lo nominò Pittore di Corte, carica che mantenne anche nel periodo successivo almeno fino al periodo di Clemente XIII. Per gli Albani dipinse diversi ritratti oltre quello del papa, come quello del Cardinale Alessandro Albani.
Anche il cardinale bolognese Ulisse Giuseppe Gozzadini, mecennate di celebri artisti, volle un suo ritratto che poi fu inciso da Girolamo Rossi, il quale incise anche il suo Ritratto del Cardinale Giovanni Antonio Davia (sempre emiliano). Queste incisioni furono poi raccolte nel tomo: Serie de' Cardinali creati dall'anno 1700 all'anno 1773. Anche l'incisore svizzero Giovan Giacomo Frey trasse una sua incisione dal Ritratto di Padre Francesco Rets, preposto generale della Compagnia di Gesù.
Fu molto richiesto dalle nobili famiglie romane per ritrarre i propri componenti, i Rospigliosi vollero un ritratto del principe Clemente e di altri membri della famiglia, così come la famiglia Pallavicini. Un altro ritratto fu quello del cardinale Giuseppe Renato Imperiali dei principi di Francavilla (1651 - 1737) Prefetto della Congregazione del Buon Governo e grande mecenate delle arti e del Cardinal Tommasi, citato da Apostolo Zeno nel Giornale de' Letterati d'Italia (1714)
Ma fu chiamato a fare ritratti anche fuori Roma, soprattutto in Lombardia e Piemonte.
Fu iscritto alla Congregazione dei Virtuosi al Pantheon, dove fu anche nominato: Maestro di cerimonie.
Pietro Nelli morì a Roma, fra i suoi allievi il più famoso è Francesco Zuccarelli.